# Arley (motorfiets)
Arley en Vidson zijn Nederlandse motorfietsmerken die op de markt werden gebracht door Henk Borkhuis uit Groningen.
De geschiedenis van Arley en Vidson is een bijzondere. In 1948 importeerde de firma Gremi in Groningen namens Germaan de Hongaarse 125 cc Csepel. De machines waren echter van slechte kwaliteit en Gremi deed de handel in 1949 weer over aan Germaan. Die verkocht de machientjes als eigen product onder de naam Germaan Olympia. 
Dit deed de naam van Germaan echter geen goed, de klanten hadden er geen vertrouwen in en Germaan verkocht de laatste machines aan Henk Borkhuis in Groningen. Die bracht ze onder twee nieuwe merknamen op de markt: Arley en Vidson. Waarom die namen? Dan kon hij de tanktransfers van hARLEY-daVIDSON verknippen en deze erop plakken.